# 菊池真琴 (ボクサー)
菊池 真琴（きくち まこと、1986年11月17日 - ）は、日本の女子プロボクサー、元剣道家である。DANGANジム所属。第8代OPBF東洋太平洋女子バンタム級王者。現OPBF東洋太平洋女子スーパーバンタム級王者。リライブシャツアンバサダー。
大分県竹田市出身。国東町立富来中学校、熊本県立阿蘇高等学校、東海大学卒業。

## 来歴
幼少期から剣道に打ち込み、中学時代から国東町立富来中学校に単身越境、剣道の名門である隣県熊本の阿蘇高校に進み活躍、東海大学に進学。全日本学生にて2年時二位、3年時に三位等の実績を残す。
大学卒業後も剣道を続けつつ警察官、人力車の車夫、刑務官、リラクゼーション、映像編集、林業、水道屋など仕事を転々とした。

### アマチュア時代
29歳の時、ボクシングに転向。
2018年、全日本女子ボクシング選手権ウェルター級優勝。
2019年、東京オリンピック強化指定選手に選出され、アジア選手権にも出場。
東京オリンピックへの関門となるこの年の全日本選手権で決勝まで進むが、鬼頭茉衣に敗れてオリンピックへの道は閉ざされた。

### プロ時代
2020年、プロ転向を表明し、山木ボクシングジム所属としてB級プロテスト合格。
2021年8月11日、大阪府立体育会館（エディオンアリーナ大阪）第二競技場にてプロデビュー戦として赤林檎（真正）と対戦したが、0-3判定で敗れる。
2022年3月28日、後楽園ホールにて椙元愛（一力）と対戦し、5回TKOでプロ初勝利。

#### 初タイトル獲得
2022年6月22日、後楽園ホールにて2階級下である日本女子フライ級2位の佐山万里菜（ワタナベ）とのOPBF女子東洋太平洋バンタム級王座決定戦に挑み、3-0（77-75×2、78-74）判定で制し、プロ3戦目でタイトル獲得となった。

#### 移籍・OPBF女子2階級制覇
2023年1月8日、石川ボクシングジム立川への移籍を発表。
2023年6月4日、アリーナ立川立飛にて移籍初戦として日本女子フェザー級1位の藤原茜（ワタナベ）とのOPBF女子東洋太平洋スーパーバンタム級王座決定戦に出場。2-1判定で勝利しOPBF女子2階級制覇達成。なお、OPBFルールでは2階級の王座を同時保持することは認められないため、試合直後にバンタム級王座を返上した。
2023年11月5日、ドーム立川立飛にてポーンチッタ・シーハブラン（タイ）相手にノンタイトル戦を行い、8回3-0（79-73、80-72×2）の判定勝ちを収めた。本来はOPBF女子東洋太平洋スーパーバンタム級タイトルマッチを予定していたが、前日計量で挑戦者のポーンチッタが規定体重を2.2kg超過し計量失格、試合当日は58.5kg以下の条件をクリアしてノンタイトル戦に変更された一方、OPBFルールにより挑戦者が計量失格した時点で、王者菊池の防衛記録は勝敗に関係なくカウントされる。

#### WBOアジアパシフィック王座挑戦
2024年6月9日、アリーナ立川立飛にてぬきてるみ（真正）が持つWBOアジアパシフィック女子バンタム級王座に挑戦するも、8回0-3（74-78×3）の判定負けを喫し王座獲得と女子アジア王座統一に失敗した。

#### 2度目の移籍
2024年10月、DANGANジムへの移籍を発表。
2025年3月21日、移籍初戦として後楽園ホールにてPannaporn Kaewpawongと対戦。3-0判定勝利。
2025年6月26日、福家由布季（三迫）とノンタイトル6回戦。0-1判定で引き分け。

## 人物
- レズビアンであることを公表している[2]。

## 戦績
- 8戦 5勝 1KO 2敗 1分

| 戦           | 日付          | 勝敗 | 時間 | 内容     | 対戦相手                   | 国籍 | 備考                                           |
| ------------ | ------------- | ---- | ---- | -------- | -------------------------- | ---- | ---------------------------------------------- |
| 1            | 2021年8月11日 | ★    | 6R   | 判定 0-3 | 赤林檎(真正)               | 日本 | プロデビュー戦                                 |
| 2            | 2022年3月28日 | ☆    | 5R   | TKO      | 椙元愛(一力)               | 日本 |                                                |
| 3            | 2022年6月22日 | ☆    | 8R   | 判定 3-0 | 佐山万里菜(ワタナベ)       | 日本 | OPBF女子東洋太平洋バンタム級王座決定戦         |
| 4            | 2023年6月4日  | ☆    | 8R   | 判定 2-1 | 藤原茜(ワタナベ)           | 日本 | OPBF女子東洋太平洋スーパーバンタム級王座決定戦 |
| 5            | 2023年11月5日 | ☆    | 8R   | 判定 3-0 | ポーンチッタ・シーハブラン | タイ | OPBF王座防衛1                                  |
| 6            | 2024年6月9日  | ★    | 8R   | 判定 0-3 | ぬきてるみ(真正)           | 日本 | WBOアジア太平洋バンタム級タイトルマッチ        |
| 7            | 2025年3月21日 | ☆    | 6R   | 判定 3-0 | Pannaporn Kaewpawong       | タイ |                                                |
| 8            | 2025年6月26日 | △    | 6R   | 判定 0-1 | 福家由布季(三迫)           | 日本 |                                                |
| テンプレート |               |      |      |          |                            |      |                                                |

## 獲得タイトル
アマチュア
- 第17回全日本女子選手権ウェルター級優勝

プロ
- 第8代OPBF女子東洋太平洋バンタム級王座
- 第4代OPBF女子東洋太平洋スーパーバンタム級王座